# 万盛经济技术开发区
重庆市万盛经济技术开发区，是重庆市的一个经济技术开发区，位于重庆市綦江区东部。

## 地理
万盛经济技术开发区位于重庆南部、渝黔交界，距重庆主城70公里，幅员面积566平方公里，总人口27万。
| 万盛(1981−2010)      | 万盛(1981−2010) | 万盛(1981−2010) | 万盛(1981−2010) | 万盛(1981−2010) | 万盛(1981−2010) | 万盛(1981−2010) | 万盛(1981−2010) | 万盛(1981−2010) | 万盛(1981−2010) | 万盛(1981−2010) | 万盛(1981−2010) | 万盛(1981−2010) | 万盛(1981−2010) |
| 月份                 | 1月             | 2月             | 3月             | 4月             | 5月             | 6月             | 7月             | 8月             | 9月             | 10月            | 11月            | 12月            | 全年            |
| -------------------- | --------------- | --------------- | --------------- | --------------- | --------------- | --------------- | --------------- | --------------- | --------------- | --------------- | --------------- | --------------- | --------------- |
| 平均高温 °C（°F）    | 10.9 (51.6)     | 13.6 (56.5)     | 18.4 (65.1)     | 23.7 (74.7)     | 27.7 (81.9)     | 29.8 (85.6)     | 33.7 (92.7)     | 33.8 (92.8)     | 29.2 (84.6)     | 22.3 (72.1)     | 17.9 (64.2)     | 12.1 (53.8)     | 22.8 (73.0)     |
| 日均气温 °C（°F）    | 7.8 (46.0)      | 9.9 (49.8)      | 13.7 (56.7)     | 18.4 (65.1)     | 22.3 (72.1)     | 24.8 (76.6)     | 28.0 (82.4)     | 27.6 (81.7)     | 23.9 (75.0)     | 18.5 (65.3)     | 14.1 (57.4)     | 9.2 (48.6)      | 18.2 (64.7)     |
| 平均低温 °C（°F）    | 5.9 (42.6)      | 7.5 (45.5)      | 10.6 (51.1)     | 14.9 (58.8)     | 18.4 (65.1)     | 21.4 (70.5)     | 24.0 (75.2)     | 23.5 (74.3)     | 20.4 (68.7)     | 16.0 (60.8)     | 11.7 (53.1)     | 7.2 (45.0)      | 15.1 (59.2)     |
| 平均降水量 mm（）    | 28.0 (1.10)     | 26.6 (1.05)     | 50.0 (1.97)     | 111.0 (4.37)    | 169.0 (6.65)    | 193.4 (7.61)    | 198.5 (7.81)    | 178.9 (7.04)    | 111.0 (4.37)    | 108.2 (4.26)    | 62.3 (2.45)     | 34.2 (1.35)     | 1,271.1 (50.03) |
| 平均相對濕度（％）   | 85              | 81              | 79              | 79              | 79              | 81              | 76              | 76              | 79              | 86              | 86              | 87              | 81              |
| 来源：中国气象数据网 |                 |                 |                 |                 |                 |                 |                 |                 |                 |                 |                 |                 |                 |

## 历史沿革

### 南桐矿区时期
建区前，南桐矿区辖地原分属四川省涪陵专区南川县、江津专区綦江县和贵州省遵义专区桐梓县，煤矿储量丰富，煤矿隶属于西南工业部煤业管理局，但各矿毗邻乡、场隶属于四川、贵州的3个县，区划互相交错，不便管理。1954年，经四川省人民政府商得贵州省人民政府同意，达成划南川县、綦江县、桐梓县部分地区组成南桐矿区并归重庆市人民政府领导的共识，并于同年12月上报国务院。
1955年1月21日，国务院（55）国政常字第6号文批准，由贵州省桐梓县第十区的17个乡（即坪坝乡、箐林乡、兴文乡、中朝乡、上坝乡、天桥乡、板辽乡、茶园乡、大坝乡、农林乡、庙坝乡、民权乡、桃子乡、营寨乡、王家坝乡、景星乡、青山乡）、四川省南川县第十区的1个镇6个乡（即万盛镇、簸箕乡、邓家乡、腰子乡、大垭乡、丛林乡、松林乡）、綦江县的青年乡、建设乡、金灵乡（包括南桐、东林等煤矿区），建立重庆市南桐矿区，区政府驻地在万盛。1955年7月6日，南桐矿区交接委员会成立。8月16日，重庆市人民委员会南桐矿区办事处成立，作为南桐矿区临时政权机构，南桐矿区正式成立。1956年1月25日至27日，重庆市南桐矿区第一届人民代表大会召开，选举产生了第一届人民委员会。:44
1956年4月，设立万盛街道办事处。5月，设立东林煤矿街道办事处（后改为东林街道办事处）和南桐煤矿街道办事处（后改名南桐街道办事处）。1956年8月，经重庆市人民委员会批准，将26乡1镇合并设置为15个乡，即万盛乡、桃子乡、民权乡、青山乡、建设乡、板辽乡、两河乡、丛林乡、大垭乡、茶园乡、青年乡、金灵乡、上坝乡、中朝乡、兴隆乡。1958年8月，将15个乡合并为5个乡，即万盛乡、兴隆乡、青山乡、青年乡、两河乡。随着人民公社化运动的开展，五个乡改设为五个人民公社。1960和1962年，公社改为6个和11个。1966年调整建置，设立万盛街道办事处、东林街道办事处、南桐街道办事处、万盛人民公社、南桐人民公社、青年人民公社、兴隆人民公社（后改名为关坝）、两河人民公社（后改名为南天）、景星人民公社、丛林人民公社、青山人民公社、金灵人民公社（后改名为金桥）。1984年，9个人民公社改名为乡。1992年调整建置，设立万盛街道办事处、东林街道办事处，万东镇、南桐镇、青年镇、关坝镇、丛林镇，景星乡、南天乡（后改为石林镇）、金桥乡（后改为镇）。

### 万盛区时期
1992年底，四川省人民政府请示将南桐矿区更名为万盛区，并于次年初获国务院批复同意，由民政部公布。4月8日，重庆市万盛区正式成立。
2006年，经重庆市人民政府《关于撤销万盛区景星乡设立黑山镇的批复》（渝府[2006]86号）同意，撤销景星乡，设立黑山镇。
2007年7月6日，经重庆市人民政府《关于万盛区人民政府驻地迁址的批复》（渝府[2007]106号）同意，万盛区人民政府驻地由万盛街道新田路69号迁至万盛街道新田路2号。

### 万盛经济技术开发区时期
2011年10月24日，经国务院《关于同意重庆调整部分行政区划的批复》（国函〔2011〕129号文件）批准，重庆市调整部分行政区划，撤销万盛区和綦江县，设立重庆市綦江区、万盛经济技术开发区。
2012年4月10日，部分群众因对区县合并有所诉求，而聚集在万盛区子如广场、高速公路路口、万盛公安分局等地。期间部分聚集者向维护秩序的执勤警察和武警投掷石块和砖头，并有12辆警车被砸，4辆警车被烧。11日上午10时开始，现场执勤的武警、民警对聚集人群进行清场，并施放了催泪弹。
2012年4月20日，中国共产党重庆市委员会、重庆市人民政府下发《关于万盛经开区管理体制调整的决定》，指出由中国共产党綦江区委员会、区政府委托万盛经济技术开发区党工委、管委会，对万盛街道、东林街道、万东镇、南桐镇的党务、行政工作和经济社会发展事务进行领导和管理。万盛经济技术开发区范围内的人民代表大会、政治协商会议、法院、检察院、武装工作，由綦江区统一管理。6月2日，重庆市决定调整万盛经济技术开发区管辖范围，将原万盛区10个镇街全部纳入其管理范围。

## 行政管辖
万盛经济技术开发区下辖万盛街道、东林街道、万东镇、南桐镇、关坝镇、青年镇、丛林镇、金桥镇、石林镇和黑山镇。

## 机场
万盛经济技术开发区内在建两个通用机场：重庆江南机场（重庆万盛金桥通用机场）、万盛黑山谷通用机场。